# Witoto murui
Le witoto murui est une langue witotoane parlée en Amazonie, en Colombie et au Pérou, dans les régions des rivières Putumayo et Caquetá.

## Écriture
L’alphabet witoto murui-muinanɨ a été officialisé au Pérou
| a | b | ch | d  | e | f | g | i | ɨ | j  | k | ll |
| m | n | ñ  | ng | o | p | r | s | t | td | u |    |

## Phonologie

### Voyelles
|         | Antérieure | Centrale | Postérieure |
| ------- | ---------- | -------- | ----------- |
| Fermée  | i [i]      | ɨ [ɨ]    | u [u]       |
| Moyenne | e [e]      |          | o [o]       |
| Ouverte |            | a [a]    |             |

### Consonnes
|            |          | Bilabiales | Dentales | Dorsales | Dorsales | Glottales |
| ---------- | -------- | ---------- | -------- | -------- | -------- | --------- |
| Palatales  | Vélaires | Bilabiales | Dentales |          |          | Glottales |
| Occlusives | Sourde   | p [p]      | t [t]    |          | k [k]    |           |
| Occlusives | Sonore   | b [b]      | d [d]    |          | g [g]    |           |
| Fricative  | Sourde   | f [ɸ]      | td [θ]   |          |          | j [h]     |
| Fricative  | Sonore   | v [β]      |          |          |          |           |
| Affriquée  | Sourde   |            |          | ch [t͡ʃ]  |          |           |
| Affriquée  | Sonore   |            |          | ll [d͡ʒ]  |          |           |
| Nasale     | Nasale   | m [m]      | n [n]    | ñ [ɲ]    |          |           |
| liquide    | liquide  |            | r [r]    |          |          |           |